# Chenoweth (Oregon)
Chenoweth (a helyiek által Chenowith alakban használva) az Amerikai Egyesült Államok északnyugati részén, Oregon állam Wasco megyéjében elhelyezkedő statisztikai település. A 2020. évi népszámlálási adatok alapján 1975 lakosa van.
Névadója az Illinois államból származó Justin Chenoweth.

## Népesség
A település népességének változása:

| 2010 | 1 855 |
| 2020 | 1 975 |

## Fordítás
- Ez a szócikk részben vagy egészben  a   Chenoweth, Oregon című angol Wikipédia-szócikk ezen változatának fordításán alapul.  Az eredeti cikk szerkesztőit annak laptörténete sorolja fel. Ez a jelzés csupán a megfogalmazás eredetét és a szerzői jogokat jelzi, nem szolgál a cikkben szereplő információk forrásmegjelöléseként.